# Недужий Віталій Віталійович
Недужий Віталій Віталійович (6 листопада 1964, с. Ківшовата Таращанського району Київської області — 9 серпня 1995) — командир відділення окремого батальйону патрульно-постової служби міліції при Вінницькому міському управлінні УМВС України у Вінницькій області, старшина міліції. Нагороджений відзнакою Президента України — зіркою «За мужність» (посмертно).

## Біографія
Народився 6 листопада 1964 року у селі Ківшовата Таращанського району Київської області.
З серпня 1985 року в органах внутрішніх справ, з листопада 1993 року — командир відділення окремого батальйону патрульно-постової служби міліції при Вінницькому міському управлінні УМВС України у Вінницькій області.
9 серпня 1995 року загинув від вогнепального поранення під час затримання групи озброєних злочинців, що намагалися викрасти автомобіль з приватного гаража.
Посмертно присвоєно позачергове спеціальне звання «лейтенант міліції». Навічно зараховано до списку окремого батальйону патрульно-постової служби міліції. Занесений до Книги пам'яті Міністерства внутрішніх справ України.
18 грудня 1995 року за особисту мужність і героїзм, виявлені під час затримання озброєних злочинців, самовіддане служіння справі посмертно нагороджений найвищою на той час нагородою України за мужність — відзнакою Президента України — зіркою «За мужність».